# Kenai White
Kenai White (Salamanca, 2001) è un attore, musicista e modello spagnolo, noto per aver interpretato il ruolo di María Naranjo Prieto / Dani Naranjo Prieto nella soap Un altro domani (Dos vidas).

## Biografia
Kenai White è nato nel 2001 a Salamanca, nella comunità di Castiglia e León (Spagna), e oltre alla recitazione si occupa anche di musica.

## Carriera
Kenai White ha iniziato la sua carriera come artista musicale. Nel 2020 ha recitato nelle serie Indetectables e in Antidisturbios. Nello stesso anno ha pubblicato il singolo No sé cantar. Nel 2021 ha pubblicato i singoli Azul, Hasta el Infinito y Más Allá, Maravillas, Morado, Inframundo, Egoista, Nada, Nuestro Universo, Megaptera, Caperea, Balaenoptera, Eubalaena, Delphinapterus e Sttenella. Nel 2021 e nel 2022 è stato scelto per interpretare il ruolo di María Naranjo Prieto / Dani Naranjo Prieto nella soap opera in onda su La 1 Un altro domani (Dos vidas) e dove ha recitato insieme ad attori come Laura Ledesma, Cristina de Inza, Aída de la Cruz, Oliver Ruano, Miguel Brocca, Gloria Camila Ortega, Mario García e Álex Mola. Nel 2022 ha recitato nella serie El apagón e nel cortometraggio Desviación típica diretto da Paco Ruiz e dove ha ricoperto il ruolo di River. Nello stesso anno ha pubblicato i singoli Lilas Azules, Soy Trans, Disforia, Despierta, Ilusion, Ave Rapaz, Mi Amigo e Tortuga, Tu Historia de Instagram, La canción que no quiero cantarte, En el coche, Botella de Cristal, Heather, Llueve, Seres Nocturnos, Hentai e No time to die.

## Filmografia

### Televisione
- Indetectables – serie TV (2020)
- Antidisturbios – serie TV (2020)
- Un altro domani (Dos vidas) – soap opera, 255 episodi (2021-2022)
- El apagón – serie TV (2022)

### Cortometraggi
- Desviación típica, regia di Paco Ruiz (2022)

## Discografia

### Singoli
- 2020: No sé cantar
- 2021: Azul
- 2021: Hasta el Infinito y Más Allá
- 2021: Maravillas
- 2021: Morado
- 2021: Inframundo
- 2021: Egoista
- 2021: Nada
- 2021: Nuestro Universo
- 2021: Megaptera
- 2021: Caperea
- 2021: Balaenoptera
- 2021: Eubalaena
- 2021: Delphinapterus
- 2021: Sttenella
- 2022: Lilas Azules
- 2022: Soy Trans
- 2022: Disforia
- 2022: Despierta
- 2022: Ilusion
- 2022: Ave Rapaz
- 2022: Mi Amigo
- 2022: Tortuga
- 2022: Tu Historia de Instagram
- 2022: La canción que no quiero cantarte
- 2022: En el coche
- 2022: Botella de Cristal
- 2022: Heather
- 2022: Llueve
- 2022: Seres Nocturnos
- 2022: Hentai
- 2022: No time to die

## Doppiatori italiani
Nelle versioni in italiano dei suoi film e delle sue serie TV, Kenai White è stato doppiato da:
- Vittoria Bartolomei[11] in Un altro domani[12]